# 街頭頑童 (男孩團體)

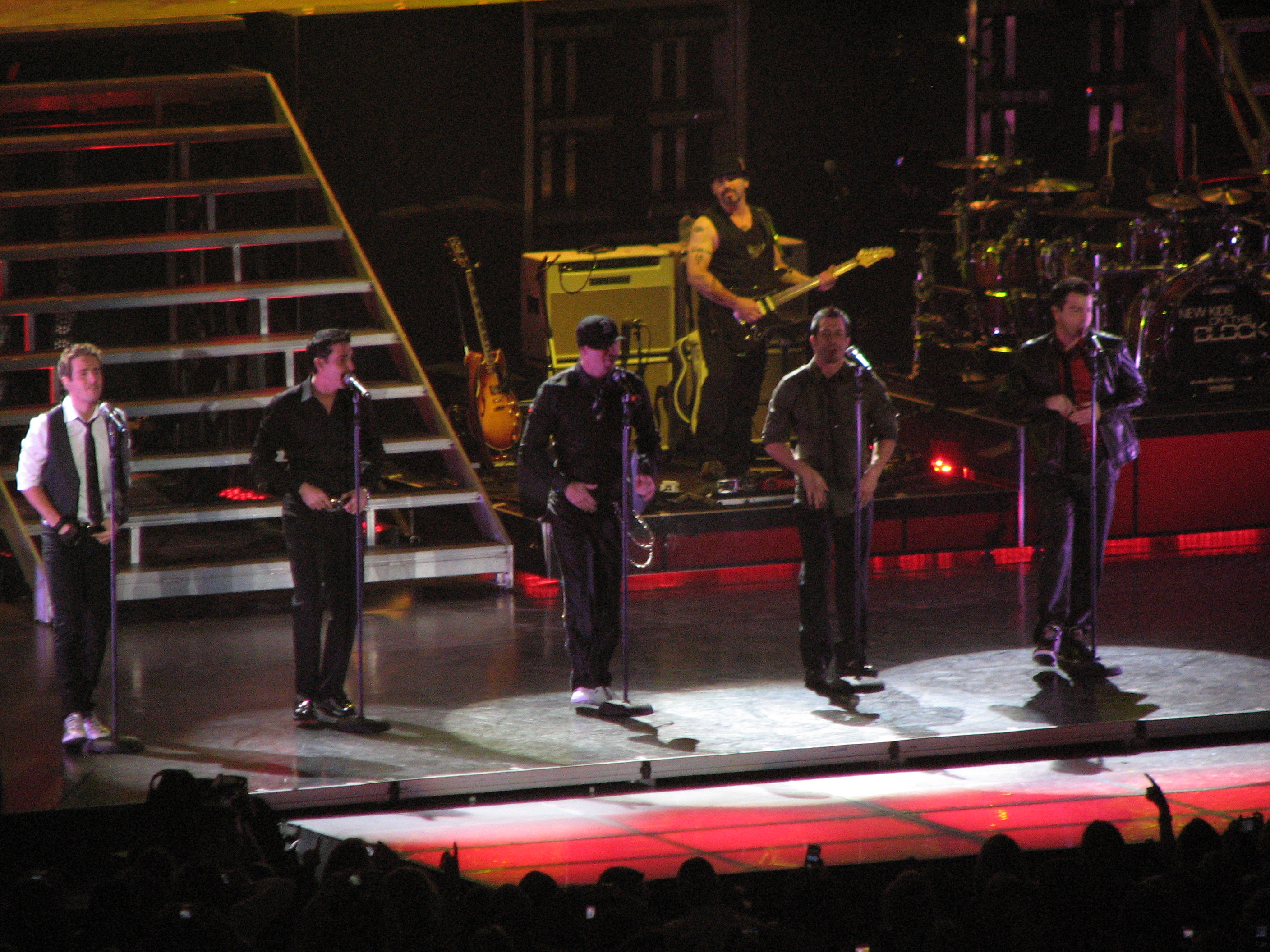
2008年時在羅德島普羅維登斯進行巡迴演唱的街頭頑童

街頭頑童（英語：New Kids on the Block，常縮寫為NKOTB）是一個自麻薩諸塞州波士頓起家的美國五人流行音樂團體，由製作人馬瑞斯·史達（Maurice Starr）於1984年時建立。街頭頑童曾在1980年代後期至1990年代前期風靡流行樂壇，擁有超過8千萬張以上的全球銷售記錄，並曾在1990年時奪得全美音樂獎最佳流行/搖滾樂團體、最受歡迎流行/搖滾樂專輯等大獎，被視為是西洋「男孩團體」的始祖之一。

## 演藝事業

### 組成團員
街頭頑童擁有五名團員：
- 強納森·奈特（Jonathan Knight）1968年11月29日
- 喬登·奈特（Jordan Knight）1970年5月17日
- 喬伊·麥肯泰（Joey McIntyre）1972年12月31日
- 唐尼·華伯格（Donnie Wahlberg）1969年8月17日
- 丹尼·伍德（Danny Wood）1969年5月14日

在團體尚未正式出道、還在選秀階段，唐尼的親生弟弟、多年之後成為知名電影演員的馬克·華伯格也曾是該團體的一員。馬克退出之後製作人找來唐尼的鄰居：傑米·凱利（Jamie Kelly）來替補他的位子，但為時並不長久。傑米最後是由時年12歲的喬伊·麥肯泰所取代，正式定案出道。

### 事業巔峰
街頭頑童首張同名專輯《New Kids On The Block》發行於1986年4月，專輯銷售達三白金，在美國告示牌專輯榜最高名次為第25名。其中單曲〈Didn't I (Blow Your Mind)〉在告示牌單曲榜得到第8名，銷售為金唱片。對於一個新團體而言，這樣子的成績算是不錯，街頭頑童也因此而知名度大開。
但真正讓街頭頑童走紅的是1988年9月發行的第二張專輯《Hangin' Tough》，這張專輯在發行當月9日登上專輯榜兩週冠軍，銷售逾八白金。這張專輯一共推出五首單曲，首支單曲〈Please Don't Go Girl〉在單曲榜得到第10名。第二支單曲〈You Got It (The Right Stuff)〉得到第3名，銷售達金唱片。第三支單曲〈I'll Be Loving You (Forever)〉和第四支單曲〈Hangin' Tough〉前後登上單曲榜冠軍一週，雙雙成為金唱片。最後一支單曲〈Cover Girl〉因受阻於雙人團體「羅克塞特」（Roxette）的〈Listen To Your Heart〉而屈居亞軍，不過也有金唱片的銷售成績。
街頭頑童一共有四首歌進入1989年終單曲排名。
- 第26名 〈I'll Be Loving You (Forever)〉
- 第49名 〈Hangin' Tough〉
- 第52名 〈You Got It (The Right Stuff)〉
- 第73名 〈Cover Girl〉
- 專輯《Hangin' Tough》位於年終專輯榜亞軍，僅次於巴比·布朗（Bobby Brown）的《Don't Be Cruel》
- 街頭頑童成為1989年告示牌年度藝人

1989年9月，當紅的街頭頑童順勢發行聖誕專輯《Merry, Merry Christmas》，並推出單曲〈This One's For The Children〉，這張單曲得到第7名，也成為金唱片。
然而在專輯《Hangin' Tough》的餘威還未退去前，街頭頑童趕緊在1990年6月推出第三張專輯《Step By Step》。當時的美國樂壇正流行RAP饒舌歌曲，「MC Hammer」的《Please Hammer, Don't Hurt 'Em》已經佔據美國專輯榜榜首多週，《Step By Step》在1990年6月30日坐上一週冠軍，專輯銷售亦突破三白金。專輯同名單曲〈Step By Step〉也在6月30日擊敗「羅克塞特」（Roxette）的〈It Must Have Been Love〉登上榜首並蟬連三週，銷售破百萬成為一白金，另一支抒情單曲〈Tonight〉則拿下第7名。
街頭頑童兩首歌進入1990年終單曲排名
- 第33名〈Step By Step〉
- 第90名〈This One's For The Children〉

共有四張專輯進入1990年終專輯排名
- 第13名 《Hangin' Tough》
- 第34名 《Step By Step》
- 第36名 《New Kids On The Block》
- 第99名 《Merry, Merry Christmas》

街頭頑童成為1990年告示牌年度藝人，連續兩年獲得此頭銜

### 團體解散和重聚
1994年街頭頑童解散，成員各分東西，雖然之後曾有數度嘗試再團圓，但一直到2007年時才有轉機。該年重聚的團員們秘密錄製了一張新專輯《重返街頭》（The Block），並且在2008年時正式發行。重返樂壇的街頭頑童經常與另一個男孩團體「新好男孩」（Backstreet Boys）共同演出，並計畫以「NKOTBSB」（結合兩個團體的名稱縮寫）的名義共同進行巡迴演唱。

## 外部連結
- 官方網站 （页面存档备份，存于）（英文）